# Saint-Simond (Aix-les-Bains)
Saint-Simond — anciennement Saint-Sigismond ou Saint-Simon — est une ancienne commune unie à Aix-les-Bains au début du XVIIIe siècle. Elle constitue désormais un quartier résidentiel défini par l'Insee situé au centre-nord de l'agglomération, dans le département de la Savoie, en région Auvergne-Rhône-Alpes.

## Toponymie
Le nom moderne du quartier est Saint-Simond. Il dérive du nom de l'ancienne paroisse et village de Saint-Sigismond ou Saint-Simon. Adolphe Gros (1935) cite une ordonnance de Jean de Caulet, l'évêque de Grenoble, de 1747 dans laquelle il est mentionné « la paroisse de St-Sigismond dite vulgairement St-Simon ». À la suite du précédent, l'historien Pierre Duparc (1955) indique qu'il s'agit d'une « forme savante du nom de lieu [...] calquée sur la forme latine ». Le chanoine Gros précise que « Simond ou Simon [sont] la forme vulgaire de Sigismundus ».
Le toponyme fait référence à Sigismond, fils du roi des Burgondes, Gondebaud, qui lui succède de 516 à 523, et qui est également vénéré comme un saint.
La première mention est un acte de l'année 1139, Parrochia Sancti Sigismundi (Gallia Christiana, XII, 380). On trouve également les formes Sancti Sigimundi (1340), Sancti Sygismundi (1399).

## Histoire
La première mention de la paroisse remonte au début du XIIe siècle.
Un accord est signé à Saint-Simond entre le comte de Genève, Amédée Ier, et l'évêque de Genève, Ardutius de Faucigny, le 21 février 1156. Il s'agit une confirmation de l'accord de Seyssel de 1124,,.
Le village est réuni administrativement à Aix au début du XVIIIe siècle.
La paroisse est unie à celle d'Aix en 1803.
Le quartier date principalement du XIXe siècle, tout comme l'avenue qui le traverse.

## Socio-économie
Le quartier possède un revenu fiscal médian et un taux de chômage normaux par rapport au reste de la ville. Selon la méthode développée par l'Insee des Ilots Regroupés pour l'Information Statistique (IRIS), le revenu disponible médian par UC est de 21 790 € en 2018. Le taux de chômage s'élevait à 12,6 % en 2011.

## Principaux lieux

### Édifice religieux
- Église de Saint-Simond.

### Services relatifs à la commune
- Cimetière municipal ;
- École de Saint-Simond ;
- Serres municipales d'Aix-les-Bains abritant le service Parcs et jardins.